# Gli incubi di Dario Argento
Gli incubi di Dario Argento (litt. « Les cauchemars de Dario Argento ») est une série télévisée italienne d'épouvante créée en 1987 par Dario Argento pour l'emission Giallo (it), dans la grille des programmes de Rai 2 présentée par Enzo Tortora. 

## Présentation
Il s'agit de mini-clips d'environ trois minutes chacun.
Le clip commence par une introduction de Dario Argento, qui résume la situation dans laquelle se trouve le protagoniste. Le court-métrage proprement dit est parfois interrompu par le réalisateur lui-même, pour expliquer les scènes de liaison entre une situation et la suivante.
Remarquables pour leur photographie, les clips ont effectivement utilisé des parties de la bande sonore de divers films d'Argento, tels que Phenomena et L'Oiseau au plumage de cristal. 

## Épisodes

### La finestra sul cortile
Un jeune homme, qui regarde Fenêtre sur cour d'Alfred Hitchcock du même nom à la télévision, est témoin d'un meurtre dans l'immeuble d'en face depuis sa fenêtre. Après avoir décidé d'aller voir, il est attaqué par des serpents en montant les escaliers. La police arrive en supposant que le garçon est le coupable : alors qu'il est emmené, il rit de façon hystérique en pensant à la façon dont les événements se sont déroulés. 

### Riti notturni
Un jeune couple engage une aide ménagère noire et son ami. Ils font partie d'une secte vaudou qui se réunit dans la maison, tue et malmène les jeunes mariés et conserve leurs restes dans le réfrigérateur. 

### Il verme
Une belle adolescente entend parler aux informations d'une maladie féline contagieuse même pour les humains, avec des pustules purulentes d'où sortent des asticots. Son chat est atteint et elle se déshabille devant le miroir pour vérifier la présence de pustules. Alors qu'elle semble calme, elle en voit un dans son œil, qui éclate, libérant le ver et elle se poignarde dans l'œil pour le tuer. 

### Amare e morire
Une fille est violée par un homme encapuchonné. En proie aux soupçons, elle séduit le lendemain trois hommes louches, parmi lesquels elle est sûre de trouver le violeur. Une fois qu'elle est sûre, elle poignarde le troisième homme dans le cou, laissant le sang couler sur son visage. 

### Nostalgia punk
C'est l'épisode le plus controversé, tellement gore qu'il a fait scandale et a obligé la Rai à contraindre Argento à s'auto-censurer.
L'histoire raconte l'histoire d'une jeune fille qui, insatisfaite d'une consultation, chasse un chiromancien. Ce dernier, pour se venger, a transformé l'eau que la jeune fille a bue en un poison littéralement torturant : cela a donné lieu à un final explosif, dans lequel la protagoniste crache du sang et divers fluides corporels avant de s'ouvrir le ventre et d'extraire ses entrailles. 

### La strega
Un homme organise un jeu, appelé le « jeu de la sorcière », pour l'anniversaire de sa fille Cinzia : il fait passer des objets mystérieux aux enfants qui, dans le noir, doivent deviner de quoi il s'agit. Il passe d'abord une épingle à cheveux, puis un pied, et enfin la tête de sa fille, mise en pièces à ce moment-là. Le père montre le couteau ensanglanté et rit avec la voix de Vincent Price dans Thriller de Michael Jackson. 

### Addormentarsi
Lino ne peut s'endormir car son chien aboie : des ombres étranges se déplacent au plafond, jusqu'à ce qu'un couteau attrape l'homme dans le cou. Il ne meurt pas pour autant : sa bouche s'élargit, il se transforme et, subjectivement de l'intérieur, l'homme dévore le chien. 

### Sammy
Sammy est une petite fille qui se retrouve seule à la maison la nuit de Noël : à un moment donné, elle entend des bruits étranges et voit des ombres menaçantes, mais ce n'est que le Père Noël. Cependant, derrière le masque, le Père Noël révèle un visage étranger. 

### L'incubo di chi voleva
Le jeune Enrico, acteur potentiel d'un "cauchemar" d'Argento, n'est pas reçu par le réalisateur. Le garçon est donc contraint de passer la nuit dans une sinistre pension de famille à bas prix, où il risque la violence et la mort aux mains de sinistres personnages. Mais finalement, le réalisateur lui-même fait irruption dans ce qui est un décor construit pour mettre en scène un autre mini-film. 